# Jesús Márquez
Jesús Eugenio Márquez Ramírez, más conocido como el Tiburón Márquez (Cumaná, Sucre, Venezuela; 9 de marzo de 1979), es un futbolista de nacionalidad venezolana. Juega de delantero y su actual equipo es el Unión Atlético Falcón de Venezuela. 

## Biografía
Su primer equipo fue Nueva Cádiz Fútbol Club en 1997 jugó varios años hasta que en el año 2002 fue fichado por el Deportivo Táchira equipo que se envolvió e hizo una excelente actuación en la Copa Libertadores 2004, año en que el Deportivo Táchira llegó hasta cuartos de final del certamen. después en el año 2007, el Deportivo Anzoátegui de César Farias para aquel tiempo recién ascendido lo contrata. En este equipo tuvo su mejor actuación. En lo cual quedó tercer lugar en líder de goleo, Deportivo Anzoátegui fue subacmpeon del Torneo Apertura 2007 y llegando lejos a la Copa Venezuela de Fútbol 2007 y logrando ser campeón de la Copa Venezuela de Fútbol 2008 obteniendo un cupo a la Copa Sudamericana 2009. Participó en la fecha que se clasificó a la Copa Libertadores 2009 que desafortunadamente, no logró jugar ningún partido y de paso quedó eliminado por el Deportivo Cuenca de Ecuador.Luego se fue a La Segunda División Profesional Con el Equipo Tucanes De Amazonas por el torneo Apertura 2010. Después Paso Por el Atlético Venezuela Por el Clausura 2011. También hizo un Comercial de Pepsi y la Vinotinto como el que vende dichos refrescos.
Vistió la camiseta de la Selección de fútbol de Venezuela en el Campeonato Sudamericano Sub-20 del año 1999 celebrado en Argentina.

## Clubes
| Club                 | País                 | Temporada | Categoría          |
| -------------------- | -------------------- | --------- | ------------------ |
| Nueva Cádiz          | Bandera de Venezuela | 1997-2002 | Segunda División   |
| Trujillanos          | Bandera de Venezuela | 2002-2003 | Primera División   |
| Italchacao           | Bandera de Venezuela | 2003      | Primera División   |
| Deportivo Táchira    | Bandera de Venezuela | 2004-2006 | Primera División   |
| Mineros de Guayana   | Bandera de Venezuela | 2007      | Primera División   |
| Deportivo Anzoátegui | Bandera de Venezuela | 2007-2010 | Primera División   |
| Tucanes de Amazonas  | Bandera de Venezuela | 2010      | Segunda División   |
| Atlético Venezuela   | Bandera de Venezuela | 2011      | Primera División   |
| Fundación Cesarger   | Bandera de Venezuela | 2011-2012 | Segunda División   |
| Angostura FC         | Bandera de Venezuela | 2012      | Segunda División   |
| Fundación Cesarger   | Bandera de Venezuela | 2012-2013 | Segunda División B |

## Palmarés

### Campeonatos nacionales
| Título          | Club                    | País      | Año       |
| --------------- | ----------------------- | --------- | --------- |
| Liga Venezolana | Nueva Cádiz Futbol Club | Venezuela | 1997-1998 |
| Copa Venezuela  | Deportivo Anzoátegui    | Venezuela | 2008      |

## Vida privada
El 2 de febrero de 2008 su padre, John Luis Márquez Ortiz, murió en un accidente automovilístico. Tiene dos hijos, Ricardo y Sara. Tiene dos hermanos John y Eduardo Márquez Ramírez y su madre Maritza Ramírez.